# HOMEフレッシュモーニング
『HOMEフレッシュモーニング』（ホーム フレッシュモーニング）は、1987年6月1日から1995年12月29日まで広島ホームテレビで放送された朝の情報番組である。

## 概要
広島県内の民間テレビ局では当時唯一の自社製作の朝の情報番組だったが、1996年3月放送開始の『西田篤史のテレビランド』開始準備などのために1995年末に突如『たわわのTARZAN』とともに打ち切られた。そして、1996年1月からは同時間帯で『新やじうまワイド』が放送されるようになった。なお、広島ホームテレビは本番組開始直前の時期にも、『新やじうまワイド』の前身番組である『ヤジウマ新聞』を短期間ネットしていたことがある。

## 放送時間
- 月曜日 - 金曜日 7:30 - 8:15（JST、何度か変遷している）

## 出演者

### 司会
- 伊藤みのり（広島ホームテレビアナウンサー、旧姓：福川）
- キャロル
- 坪井啓（当時広島ホームテレビアナウンサー）
- 西岡明彦（当時広島ホームテレビアナウンサー）
- モーチャン（森真喜夫、現：森隆稀）
- 山田真理子

### その他の主な出演者
- 大松しんじ
- にしべみか
- 松本裕見子
- 村上ゆみえ
- 渡辺敏恵

## 主なコーナー
- ナベさんのカープはおまかせ - 広島東洋カープの最新情報を元選手の渡辺弘基が紹介。
- BEPPIN - 街の「べっぴんさん」を紹介する。
- モーニングストリート - 音楽（テーマ曲）を流しながら県内各所の道路の走行風景を映す。九州朝日放送の『モーニングモーニング』にも「朝を走る」という同じようなコーナーがあった。
- あさべえとじゃんけんぽん
- ゆみことゆみこのズンドコ旅日記
- 旅はファンキーモンキーウッキッキー